# Білоусова Людмила Мусіївна
Людмила Мусіївна Білоусова (нар. 25 січня 1954, місто Макіївка, тепер Донецької області) — українська радянська діячка, апретурниця Макіївської взуттєвої фабрики. Депутат Верховної Ради УРСР 10—11-го скликань.

## Біографія
Освіта середня.
У 1972—1998 роках — робітниця-апретурниця Макіївської взуттєвої фабрики Донецької області.
З 1998 року — начальник цеху акціонерного товариства (АТ) «Аспект» у Макіївці.
Потім — на пенсії в Макіївці.

## Нагороди
- медалі